# Мацилецкий, Сергей Константинович
Мациле́цкий Серге́й Константи́нович (1885; Брест, Гродненская губерния — 10 сентября 1937, Москва) — советский военный деятель.

## Биография
Родился в городе Брест-Литовске Гродненской губернии. Получил начальное образование. Член РСДРП(б) с 1907 года.

### Участие в Гражданской войне
Будучи выходцем из низов, сразу же поддержал Октябрьскую революцию. 2 ноября 1917 года возглавил Военно-революционный комитет в Туапсе. Под его руководством была установлена власть большевиков в городе и во всей Черноморской губернии.
В ноябре — декабре 1918 года — начальник штаба 10-й армии РККА. Затем занимал должности Полтавского губернского военного комиссара и Киевского окружного военного комиссара.
В апреле — мае 1919 года — командующий 1-й Украинской советской армией. После ликвидации Украинского фронта командовал группами войск 14-й армии РККА и 12-й армии РККА. В 1920 году возглавлял Управление формирования 1-й Конной армии.

### После Гражданской войны
Заместитель начальника Управления лесозаготовок, лесного хозяйства и Объединения юго-западных районов Наркомата лесной промышленности СССР. Жил в Москве.
Арестован 5 апреля 1937 года. Приговорён к высшей мере наказания и расстрелян 10 сентября 1937 года.
В 1956 году реабилитирован.